# Superior Taste Award
Superior Taste Award (Nagroda za Znakomity Smak) – nagroda wręczana corocznie producentom żywności i napojów za smak i jakość. Nagrody te przyznawane są od 2005 roku przez International Taste & Quality Institute - iTQi (Międzynarodowy Instytut Smaku i Jakości) z siedzibą w Belgii.
Nagroda dostarcza narzędzi marketingowych i argumentów dla wyróżnienia żywności i napojów wśród producentów i konsumentów. Dostarcza również szczegółowe raporty  analizy sensorycznej  dokonanej przez  europejskie jury szefów kuchni, sommelierów specjalistów ds. napojów, użyteczne dla działów ds. jakości.

## Kwalifikujące się produkty
Wszystkie produkty żywnościowe i napoje dostępne w sklepach kwalifikują się do przetestowania. 
Istnieje 360 kategorii. Główne kategorie testowanych produktów: 
- Żywność
  - główne produkty spożywcze jak: pieczywo, herbatniki, sosy, czekolady, dżemy, olej oliwkowy, octy, gotowe posiłki.
  - zaprawy, konfitury
  - Produkty mleczne, np. sery i jogurty
  - desery: wyroby cukiernicze, ciasta, lody
  - mrożonki
  - zdrowe, dietetyczne produkty
  - garmażeria
- Napoje
  - alkoholowe jak: piwo, brandy, trunki ziołowe, likier, rum, sake, wódka, whisky
  - bezalkoholowe, np. soki, woda mineralna
- gorące, np. kawa, herbata

Produkty są zgłaszane przez firmy różnych wielkości, od małych producentów do ogromnych międzynarodowych firm z ponad 130 krajów.

## Jury
Produkty są testowane przez  120 powszechnie znanych w Europie Szefów Kuchni, Sommelierów oraz specjalistów ds. napojów-opiniotwórczych liderów w dziedzinie smaku. Każdy juror ma za sobą wieloletnie doświadczenie na arenie międzynarodowej w testowaniu i przygotowywaniu żywności i napojów.
iTQi jest partnerem dla 15 europejskich organizacji kulinarnych: Academy of Culinary Arts, Académie Culinaire de France, Årets Kock of Sweden, Associação de Cozinheiros Profissionais de Portugal,Association de la Sommellerie Internationale, Euro-Toques, Federazione Italiana Cuochi, Gilde van Nederlandse Meesterkoks,Nordic Chefs Association, Hellenic Chef's Association, The World Master Chefs Society, Maîtres Cuisiniers de France, Craft Guild of Chefs, Verband der Köche Deutschlands, Turkish Cooks Association

## Testy
Producenci muszą do marca / kwietnia zgłosić swoje produkty  za pośrednictwem strony internetowej iTQi i wysłać produkt zgodnie z instrukcjami. W marcu oraz kwietniu członkowie jury spotykają się w Brukseli na parodniowych sesjach oceniających. Każdy produkt jest obiektywnie oceniany wyłącznie pod względem merytorycznym (nie jest porównywany z innymi produktami). Uwaga jest skupiona na intensywności odczucia przyjemności smakowej w nawiązaniu do metodologii analizy sensorycznej. Każdy członek jury przyznaje punkty dla poszczególnych kryteriów (pierwsze wrażenie, wygląd, zapach, tekstura, smak, wrażenie aromatyczne), jak również komentarz uzasadniający ocenę. Wszystkie punkty przyznane przez jurorów są zebrane; smak i pierwsze wrażenie mają największe znaczenie. Wyniki końcowe są poufnie przekazywane producentom wraz z raportem zawierającym komentarze i sugestie, jak ulepszyć ich produkty.

## Nagrody
Wszystkie produkty z wynikiem co najmniej 70% są nagradzane w poniższy sposób: 
- jedna gwiazdka dla wyników pomiędzy 70% a 80%: SMAK GODNY UWAGI
- dwie gwiazdki dla wyników pomiędzy 80% a 90%: SMAK WYBITNY
- trzy gwiazdki dla wyników 90% i więcej: SMAK ZNAKOMITY